# گلوکورونولاکتون
گلوکورونولاکتون یا گلوکورُنُلاکتُن (به انگلیسی: Glucuronolactone) یک ترکیب شیمیایی با شناسه پاب‌کم ۹۲۲۸۳ است.یک ماده طبیعی که در بدن از تجزیه قند ساده گلوکز ایجاد می‌شود 